# Wroxham
Wroxham är en ort och civil parish i Storbritannien.   Den ligger i grevskapet Norfolk och riksdelen England, i den sydöstra delen av landet, 170 km nordost om huvudstaden London. Wroxham ligger 15 meter över havet och antalet invånare är 1 532.
Terrängen runt Wroxham är platt. Runt Wroxham är det ganska tätbefolkat, med 222 invånare per kvadratkilometer. Närmaste större samhälle är Norwich, 11,2 km sydväst om Wroxham. Trakten runt Wroxham består till största delen av jordbruksmark.